# Companheiro

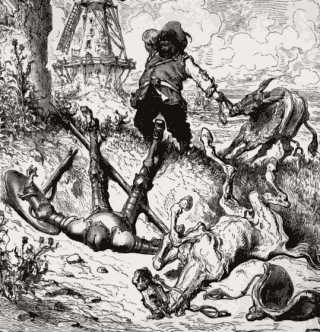
Don Quixote e seu sidekick, Sancho Panza, ilustrado por Gustave Doré.

Um companheiro é colega próximo, que está junto em uma jornada ou profissão, que pode ser considerado subordinado àqueles a quem acompanha, ou pode ser um cônjuge.
Exemplos de companheiros - sidekicks - ficcionais são Sancho Pança de Don Quixote, Dr. Watson do Sherlock Holmes, Tonto do The Lone Ranger, Kato do O Besouro Verde, a Jubileu de Wolverine, Greg do Chris e Robin do Batman.

## Origens
Um dos primeiros exemplos registrados de um ajudante pode ser Enkidu, que desempenhou um papel de companheiro de Gilgamesh depois que eles se tornaram aliados na Epopéia de Gilgamesh. Outros exemplos antigos são Aquiles e Pátroclo na Ilíada e Moisés e Arão no Antigo Testamento.

## Na ficção
Os companheiros na ficção desempenham diversas funções, como oferecer contraste ao herói, fornecer um ponto de vista alternativo, ou ter habilidades que o herói não possui. Eles muitas vezes servem como alívio cômico ou ajudam a expor o enredo ao público, agindo como confidentes ou oferecendo uma conexão emocional que torna o herói mais simpático. Companheiros podem destacar as qualidades do herói, seja fazendo um herói não intelectual parecer mais inteligente ou um herói modesto parecer mais capaz.
Enquanto muitos companheiros atuam no alívio cômico, alguns são mais sensatos ou menos extravagantes que os heróis, ampliando a comédia pelo contraste. É comum que o ajudante e o herói sejam do mesmo sexo, mas em casos de equipes mistas, o ajudante do sexo oposto raramente é retratado sem conotações românticas.
Embora incomum, alguns ajudantes são mais carismáticos ou fisicamente capazes que o herói, especialmente quando o herói é mais intelectual e menos envolvido em ação física, como visto em séries como "Doctor Who" e "Monk". Em alguns casos, ajudantes podem evoluir para heróis por direito próprio, como Dick Grayson, que deixou de ser Robin para se tornar Asa Noturna e, eventualmente, assumiu o manto de Batman.

## Em videogames
Alguns videogames têm ajudantes que fornecem assistência aos jogadores durante suas aventuras. Um dos primeiros exemplos foi Floyd em Planetfall, a quem a Computer Gaming World em abril de 1984 descreveu como "único". Um exemplo potencial disso é encontrado no caso de Mario Bros., com Luigi servindo em um papel coadjuvante para seu irmão Mario. Sonic the Hedgehog é frequentemente acompanhado por seu ajudante Miles "Tails" Prower, e sua futura namorada Amy Rose também tem um relacionamento de herói-ajudante com Cream the Rabbit. Diddy Kong é frequentemente visto como o ajudante de Donkey Kong, enquanto Mega Man é auxiliado por seu cão robótico Rush. No entanto, os heróis dos videogames ocasionalmente trabalham sozinhos - como no caso de Pit de Kid Icaro - ou com uma equipe apoiando seus esforços - como com Fox McCloud - em oposição a um único ajudante.

## Quadrinhos
Os companheiros de quadrinhos têm uma longa história, surgindo desde os primórdios da mídia com personagens como Wing e Fatman nos anos 1930. O primeiro ajudante adolescente notável foi Robin, introduzido pela DC Comics em 1940 para tornar o Batman mais atraente para leitores jovens. Robin inspirou muitos outros ajudantes adolescentes, como Bucky, Toro e Kid Flash. No entanto, essa tendência de heróis adultos com pupilos adolescentes gerou críticas, principalmente do psicólogo Fredric Wertham, que viu subtextos problemáticos nessas relações.

Na Era de Prata dos quadrinhos (início dos anos 1960), surgiram novos ajudantes como Rick Jones e Moça-Maravilha, com equipes como os Jovens Titãs sendo formadas inteiramente por ajudantes. Enquanto muitos ajudantes evoluíram para heróis independentes ou desapareceram, personagens como Batman e Capitão América continuaram a atrair novos ajudantes. Alguns, como Rick Jones, atuaram como ajudantes de vários heróis ao longo de suas carreiras.